# Клаувель, Адольф
Адольф Клаувель (нем. Adolf Klauwell; 31 декабря 1818, Бад-Лангензальца — 21 ноября 1879, Лейпциг) — немецкий композитор и музыкальный педагог. Дядя Отто Клаувеля.
Окончил учительский институт в Вайсенфельсе, ученик Вильгельма Харниша и Вильгельма Пранге, занимался музыкой под руководством Эрнста Хенчеля (1804—1875). В 1838—1854 гг. преподавал в различных школах Саксонии, затем работал в школах и гимназиях Лейпцига.
Автор многократно переиздававшегося универсального учебника для начальной школы «Первый школьный год» (нем. Das erste Schuljahr; 1866, 7-е издание 1889), вокальных и фортепианных сочинений, преимущественно для детского исполнения. Значительной популярностью пользовался в Германии в середине XIX века составленный Клаувелем вместе с Робертом Вольфартом «Золотой альбом песен для юношества» (нем. Goldenes Melodie-Album für die Jugend).